# Gare de Crépy - Couvron
Gare de Crépy - Couvron vasútállomás Franciaországban, Crépy településen.

## Vasútvonalak
Az állomást az alábbi vasútvonalak érintik:
- Amiens-Laon-vasútvonal

## Kapcsolódó állomások
A vasútállomáshoz az alábbi állomások vannak a legközelebb:
- Gare de Versigny
- Gare de Laon